# Arthur P. Bagby
Arthur Pendleton Bagby, född 1794 i Louisa County, Virginia, död 21 september 1858 i Mobile, Alabama, var en amerikansk demokratisk politiker och diplomat.
Han var den tionde guvernören i delstaten Alabama 1837–1841. Clement Comer Clay avgick 1841 från USA:s senat och Bagby valdes till hans efterträdare.
Bagby var ledamot av USA:s senat från Alabama 1841–1848 och USA:s minister i Tsarryssland 1848–1849. I senaten förespråkade han annekteringen av Texas.
Bagbys grav finns på Magnolia Cemetery i Mobile.